# Alfred Achermann
Alfred Achermann (n. 17 iulie 1959, Römerswil⁠(d), cantonul Lucerna, Elveția) este un ciclist elvețian, medaliat olimpic. A participat la o ediție a Jocurilor Olimpice (1984) în care a câștigat o medalie de argint.